# In a Glass Darkly
In a Glass Darkly est un recueil de cinq nouvelles de Sheridan Le Fanu, publié pour la première fois en 1872, l'année avant sa mort. La deuxième et la troisième histoires sont des versions révisées d'histoires publiées précédemment. Les trois premières histoires sont des nouvelles, et les quatrième et cinquième sont assez longues pour être appelées romans courts (la quatrième fait plus de 44 500 mots et la cinquième fait plus de 27 500 mots). 
Le titre est tiré d'un passage de la Bible (1 Corinthiens 13:12), cité de façon inexacte, selon lequel l'humanité et le monde sont perçus comme « à travers un verre sombre ». 

## Histoires
Les histoires, qui appartiennent aux genres du gothique horreur et du mystère, sont présentées comme des sélections des papiers posthumes du détective occulte Dr Martin Hesselius. 

### Thé Vert
Un membre du clergé anglais du nom de Jennings confie à Hesselius qu'il est suivi par un démon sous la forme d'un singe céleste, invisible aux yeux des autres, et essaierai d'envahir son esprit et de détruire sa vie. Hesselius écrit de nombreuses lettres à un collègue néerlandais au sujet de l'état de la victime, qui s'aggrave progressivement avec le temps, au fur et à mesure que la créature intensifie ses méthodes, qui sont toutes purement psychologiques. Le titre fait référence à la croyance de Hesselius,qui ferait que le thé vert serait ce qui scellerait « l'œil intérieur » de Jennings et qui le conduirait à la hantise. Le livre d'Emanuel Swedenborg Arcana Cœlestia (1749) est cité sur le pouvoir des démons.

### Le Familier
Une version révisée de The Watcher (1851). Un capitaine de mer, vivant à Dublin, est traqué par « The Watcher », un étrange nain qui ressemble à une personne de son passé. Il commence à entendre des voix accusatrices tout autour de lui et finalement ses craintes se solidifient sous la forme d'un oiseau sinistre, un hibou de compagnie appartenant à sa fiancée, Miss Montague.

### Mr. le juge Harbottle
Une version révisitée de An Account of Some Strange Disturbances in Aungier Street (1853). Un juge cruel de la Cour des plaidoyers communs, Elijah Harbottle, se retrouve attaqué par des esprits vengeurs et, dans un rêve inquiétant, est condamné à mourir par un monstrueux sosie. L'histoire se déroule entre 1746 et 1748 et est racontée par un Londonien, appelé Anthony Harman, à partir du récit relaté dans des lettres par un ami âgé. 

### La chambre de l'auberge du Dragon Volant
Il ne s'agit pas d'une histoire de fantôme mais plus d'une histoire mystérieuse, en 26 chapitres, comprenant le thème de l'enterrement prématuré. Un jeune Anglais naïf, en France, tente de sauver une belle et mystérieuse comtesse de son intolérable situation car elle est l'épouse d'un comte avare et sexagénaire de Sainte-Alyre .

### Carmilla
Un conte sur une vampire, situé en Styrie, en Autriche. Cette histoire allait grandement influencer Bram Stoker pour l'écriture de Dracula (1897). Ce conte a également servi de base à plusieurs travaux dans d'autres médias, tels que le film du réalisateur danois Carl Theodor Dreyer Vampyr (1932), le film de la Hammer Les Passions des vampires (1970) et Carmilla une série Web canadienne avec Natasha Negovanlis et Elise Bauman et réalisé par Spencer Maybee.